# GARLAND (音楽ユニット)
GARLAND（ガーランド）は、1990年代前半に活動した田中加奈子と藤田興宣による日本のポップユニット。

## メンバー
- 田中加奈子 - 作詞、ボーカル担当
- 藤田興宣  - 作曲、ギター、キーボード担当
河相我聞に作曲提供を行っている（「Super Girl」、「Present」、「LOOK OF LOVE」）。

## 略歴
- 1991年11月、1stシングル「愛･愛･愛」でデビュー。
- 全作品においてプロデュースは、ムーンライダーズの岡田徹[1][2]。
- 1993年公開のアニメ映画『ぼのぼの』では、挿入歌のほか声優に起用された[3]。

## タイアップ一覧
| 使用年 | 曲名                         | タイアップ                                                               |
| ------ | ---------------------------- | ------------------------------------------------------------------------ |
| 1991年 | 愛･愛･愛                     | TBS系『快体新書』オープニングテーマ                                      |
| 1991年 | 愛･愛･愛                     | TBS系『星期六我家的電視・三宅裕司の天下御免ね!』オープニングテーマ       |
| 1992年 | 導火線に火をつけろ!          | 関西テレビ・フジテレビ系阪急ドラマシリーズ『少女探偵事件ファイル』主題歌 |
| 1992年 | うしろの正面                 | TBS系『さんまのからくりTV』エンディングテーマ                            |
| 1992年 | うしろの正面                 | ローソン「あなたを見ているから」キャンペーンイメージソング               |
| 1993年 | なんかよくわかんないいい気分 | ギャガ・コミュニケーションズ配給アニメ映画『ぼのぼの』挿入歌             |

## メディア出演

### テレビ番組
- トップミュージックEX（NHK BS2、1996年）（田中加奈子）

### 映画
- ぼのぼの（1993年11月13日、ギャガ・コミュニケーションズ） - フェネックギツネくん 役（田中加奈子）/フェネックギツネくんのお父さん 役（藤田興宣）[3]

### アニメ
- エルフを狩るモノたち（1996年、テレビ東京） - ロミナ 役（田中加奈子）